# Kara śmierci w Arabii Saudyjskiej

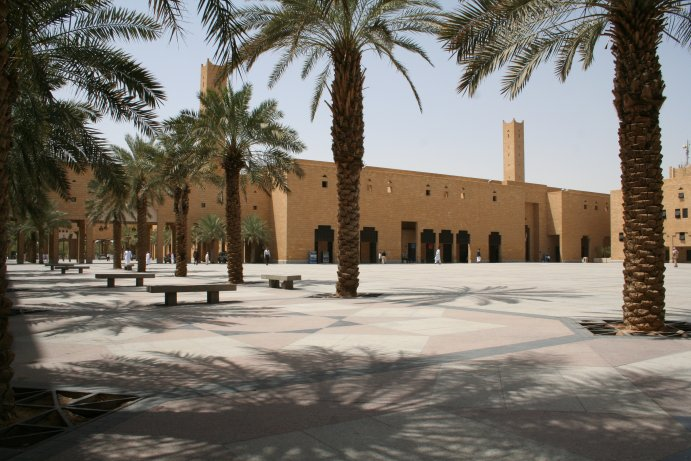
W stolicy egzekucje przeprowadza się na placu Ad-Dira w centrum miasta, nazywanym potocznie „Chop-Chop Square”

Kara śmierci w Arabii Saudyjskiej – najwyższy wymiar kary stosowany od powstania Królestwa Arabii Saudyjskiej w 1932 roku do chwili obecnej. Prawo wykonywania kary śmierci opiera się na szariacie. Kara śmierci grozi głównie za zabójstwo, uczestnictwo w protestach politycznych, gwałt, apostazję, rozbój, przestępstwa narkotykowe, przejawianie skłonności homoseksualnych, czary. W 2012 roku Arabia Saudyjska zajęła trzecie miejsce w rankingu państw, w którym dokonuje się najwięcej egzekucji (ustępując tylko Iranowi i Irakowi). Wyroki śmierci wykonuje się także na osobach niepełnoletnich, pomimo apeli organizacji międzynarodowych. W stolicy egzekucje przeprowadza się na placu Ad-Dira w centrum miasta, nazywanym potocznie „Chop-Chop Square” („Plac Siekania”).
W 2015 roku na placu stracono 153 osoby. W roku 2014 stracono około 90 osób, a rok wcześniej 79. Od 1980 do 2013 roku przeprowadzono ponad 2000 egzekucji.

## Łamanie praw człowieka
Wiele osób skazanych na karę śmierci doświadcza na różny sposób łamania praw człowieka. Gdy w 2015 roku przedstawiciel Arabii Saudyjskiej został wybrany na przewodniczącego Grupy Konsultatywnej przy Radzie Praw Człowieka Organizacji Narodów Zjednoczonych, świat przedstawił nadużycia przy skazaniu na śmierć studenta Alego Muhammada an-Nimra. Ali Muhammed an-Nimr został skazany na karę śmierci za działalność terrorystyczną i podżeganie do rewolucji. Sam student uczestniczył w protestach na fali arabskiej wiosny, gdzie krytykował monarchię. Początkowo student nie przyznawał się do zarzucanych mu czynów, lecz później przyznał się do oskarżeń. Jak sam tłumaczył, podpisał zeznania dopiero po torturach. Podczas procesu nie miał dostępu do adwokata, zaś sąd nie przedstawił dowodów potwierdzających terrorystyczne zamiary Alego Muhammada an-Nimra.
Arabia Saudyjska jest sygnatariuszem Konwencji Praw Dziecka, zakazującej stosowania kary śmierci wobec osób, które w momencie popełnienia przestępstwa były niepełnoletnie. Pomimo tego wykonuje się karę śmierci na osobach, które w chwili popełnienia przestępstwa miały mniej niż 18 lat. W 2007 skazano na śmierć obywatelkę Sri Lanki, która nieumyślnie udusiła dziecko. Pomimo zapewnień, że próbowała ratować dziecko, Saudyjski sąd skazał ją na karę śmierci. Wyrok wykonano w 2013 roku.

## Krytyka
Organizację międzynarodowe (m.in. Amnesty International) regularnie krytykują przeprowadzanie egzekucji. Masowe egzekucje przeprowadzone w 2016 roku (w wyniku których stracono 47 osób, w tym szyickiego duchownego Nimra an-Nimra) skrytykowała Unia Europejska, Stany Zjednoczone, ONZ oraz władze Iranu. Protestujący Irańczycy zaatakowali w Teheranie placówki dyplomatyczne Arabii Saudyjskiej. W konsekwencji tych wydarzeń 3 stycznia 2016 Arabia Saudyjska zerwała stosunki dyplomatyczne z Iranem.